# Запорожець Валентина Григорівна
Валентина Григорівна Запорожець (нар. 18 травня 1939, Київ — пом. 27 листопада 2015, Київ) — український прозаїк, перекладач. заслужений працівник культури України. Член Національної спілки письменників України. 

## Життєпис
Валентина Запорожець народилася 18 травня 1939 року в Києві. Працювала в апараті управління СПУ (1969-1999 рр.) Ініціаторка й організатор Міжнародного конкурсу молодих літераторів «Гранослов». 

## Доробок
Валентина Запорожець авторка книжок для дітей «Про що написала Жовта Кульбабка Барвистому Метелику», «Сонечкова школа», яка вийшла українською, білоруською, болгарською та російською мовами, та інших. У 2013 році у видавництві «Щек» вийшла друком збірка «Імпресії». 
Письменниця переклала на українську мову з молдавської твори Спиридона Вангелі, Йона Друце, А. Бусуйка, В. Думбревяну, М.Чіботару; з російської Юрія Нагибіна, Володимира Тендрякова, В. Александровського, Юрія Яковлєва, Ігора Бондаренка, Віктора Драгунського та ін. 
Друкувалася у польському тижневику для малят «Swierszczyk» («Цвіркун»), молдавському «Florile dable» («Білі квіти»), білоруському щомісячнику "Беларусь», вітчизняних часописах: «Барвінок», «Дзвіночок», «Початкова школа», «Дніпро», «Прапор» («Березіль»), «Радуга», «Київ», «Холодний Яр», «Всесвіт» тощо.